# Jancewicze
Jancewicze – kolonia w Polsce położona w województwie podlaskim, w powiecie hajnowskim, w gminie Czeremcha.

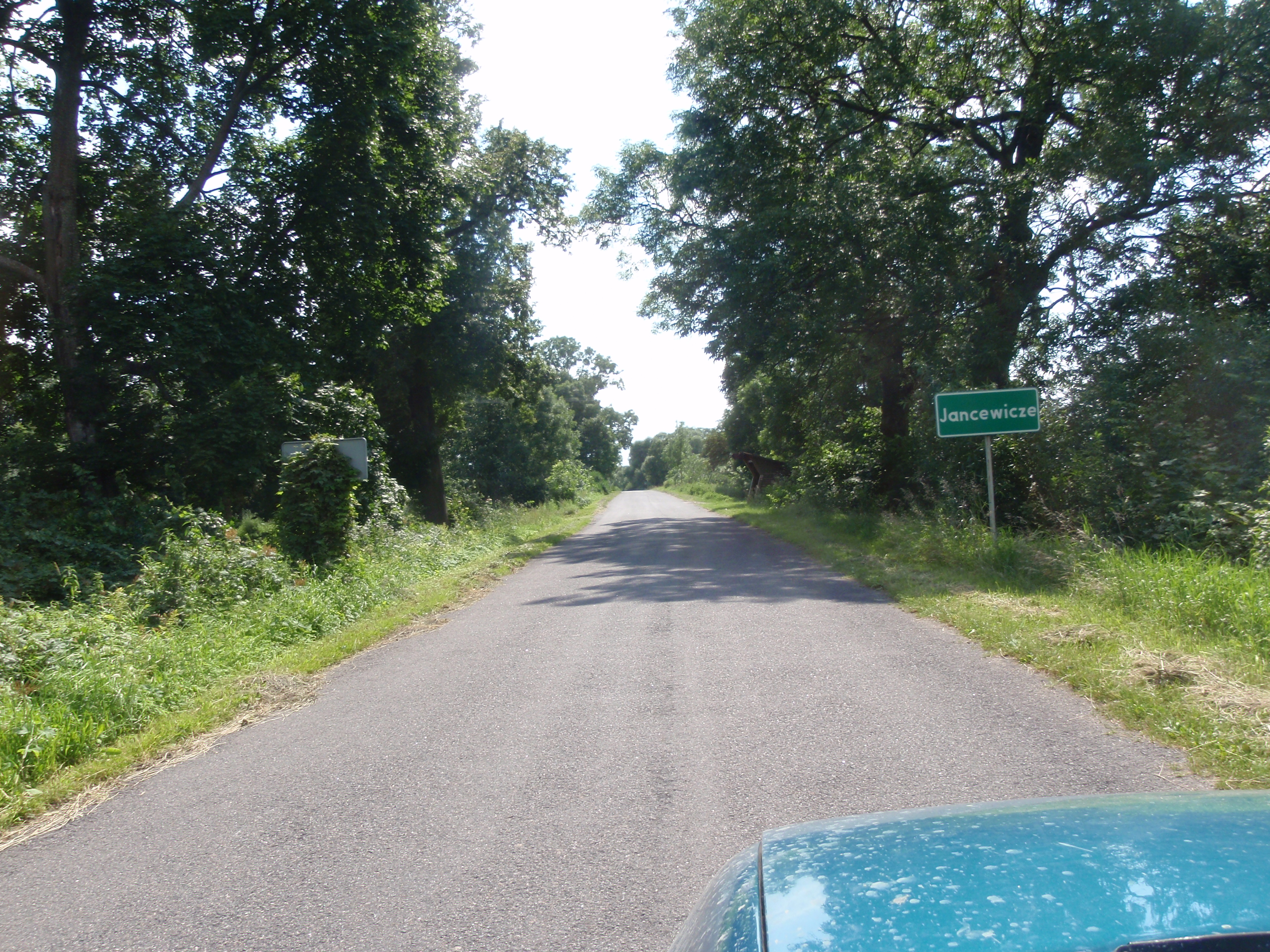
Wjazd do wsi od Zubacz

Wieś magnacka położona była w końcu XVIII wieku w hrabstwie wysockim w powiecie brzeskolitewskim województwa brzeskolitewskiego. W latach 1975–1998 miejscowość administracyjnie należała do województwa białostockiego.
Prawosławni mieszkańcy kolonii należą do parafii Opieki Matki Bożej w Zubaczach, a wierni kościoła rzymskokatolickiego do parafii Najświętszej Maryi Panny Królowej Polski w Czeremsze.

## Historia
Początki osady w Jancewiczach należy datować na XVI w. Pierwotna siedziba dworska w Jancewiczach powstała w obrębie nadania króla Kazimierza Jagiellończyka dla niejakiego Tura, a w 1499 r. posiadaczami tego obszaru byli wnukowie Tura – Korniłło i Iwaszko Andrejewicze. Pierwsza wzmianka o miejscowości pochodzi dopiero z 1656 r. i nie jest wykluczone, że pierwotna osada dworska znajdowała się gdzie indziej – w uroczysku Zamczysko, gdzie na łąkach nad rzeką Pulwą znajduje się czworoboczna przestrzeń otoczona wałem i fosą, w której narożu widnieje zarosły staw, a kilka starych drzew (mających w latach 80. XX w. do 100 cm średnicy pni) i rozrosłe krzewy znamionują istnienie nieznanego bliżej obiektu. Być może jest to pozostałość dworzyska Tura z XV w.
W 1886 r. majątek Jancewicze należał do kilku spadkobierców Jaczynowskiego. Obejmował wtedy 850 ha. Później całość dóbr przeszła w ręce jego syna Romualda. Romualdowi Jaczynowskiemu (zm. w Mińsku Białoruskim w 1939 r.) kompozycja Jancewicz zawdzięcza swój ostateczny kształt. Założył on tu park. W okresie międzywojennym majątek Romualda Jaczewskiego borykał się z dużymi trudnościami finansowymi i trwała rozsprzedaż gruntów. We wrześniu 1939 r. Jancewicze znalazły się w granicach ZSRR. W latach 1939–1941 założenie zdewastowano. W dworze stacjonował wtedy oddział wojsk radzieckich, żołnierze zniszczyli rzeźbę św. Jana Nepomucena, a w kaplicy urządzili najpierw stróżówkę, a później ustęp. Zabudowania gospodarcze zawaliły się, zaś pozbawiony opieki park był trzebiony i wyniszczany. W 1941 r. założenie przejęli Niemcy, którzy z gruntów majątków Jancewicze, Klateczka, Łunna (dziś poza granicami Polski) i Łowiennice stworzyli wielki kompleks agrarny. Później, w lipcu 1944 r. podczas działań wojennych pożar zniszczył zabudowania gospodarcze.
Po zakończonej w 1945 roku wojnie majątek Jancewicze został w ramach reformy rolnej rozparcelowany, przy czym większość gruntów i ocalałe budynki gospodarcze przejęło Państwowe Gospodarstwo Rolne Wólka Nurzecka, które rozebrało i przeniosło do Wólki lodownię i spichlerz, toteż gospodarcza część dawnego założenia przestała istnieć (z zabudowań dworskich pozostał jedynie dwór). Ogród, tereny po sadach i części gospodarczej otrzymał w ramach reformy Antoni Szwejkus (zm. około 1979 r.). Zamieszkał on we dworze, który ostatecznie został przez niego rozebrany w 1973 lub 1974 r., po czym wzniósł dla siebie na terenie parku nową zagrodę. Wdowa po nim – Stanisława – wyszła za mąż za Jerzego Zielińskiego, który pozostawał właścicielem terenu dawnego założenia w latach 80. XX w.